# Platja de Zurriola
La Platja de Zurriola és una de les tres platges de la ciutat de Sant Sebastià (País Basc). Està situada entre la desembocadura del riu Urumea i la muntanya Ulia, i té una longitud aproximada de 800 metres.
En 1994 es van dur a terme unes obres de reforma de la platja, anteriorment pràcticament inutilitzable donada la virulència de les aigües. Gràcies a aquestes reformes, que van incloure la construcció d'un espigó, la platja va augmentar la seva longitud, les seves aigües es van fer aptes per al bany i el seu ús es va multiplicar.
Enfront del perfil elegant i tranquil de les platges d'Ondarreta i La Concha, la platja de Zurriola s'ha consolidat com una platja de perfil més jove i apropiada per a la pràctica del surfisme (es tracta de la platja més oberta i amb més fort onatge de la ciutat) i com a escenari d'alguns concerts del Festival de Jazz de Sant Sebastià i de competicions de surf, skateboarding i esdeveniments similars.
Està permesa la pràctica del nudisme des de 2004; és una de les poques platges urbanes espanyoles que ho permeten.

## Galeria d'imatges

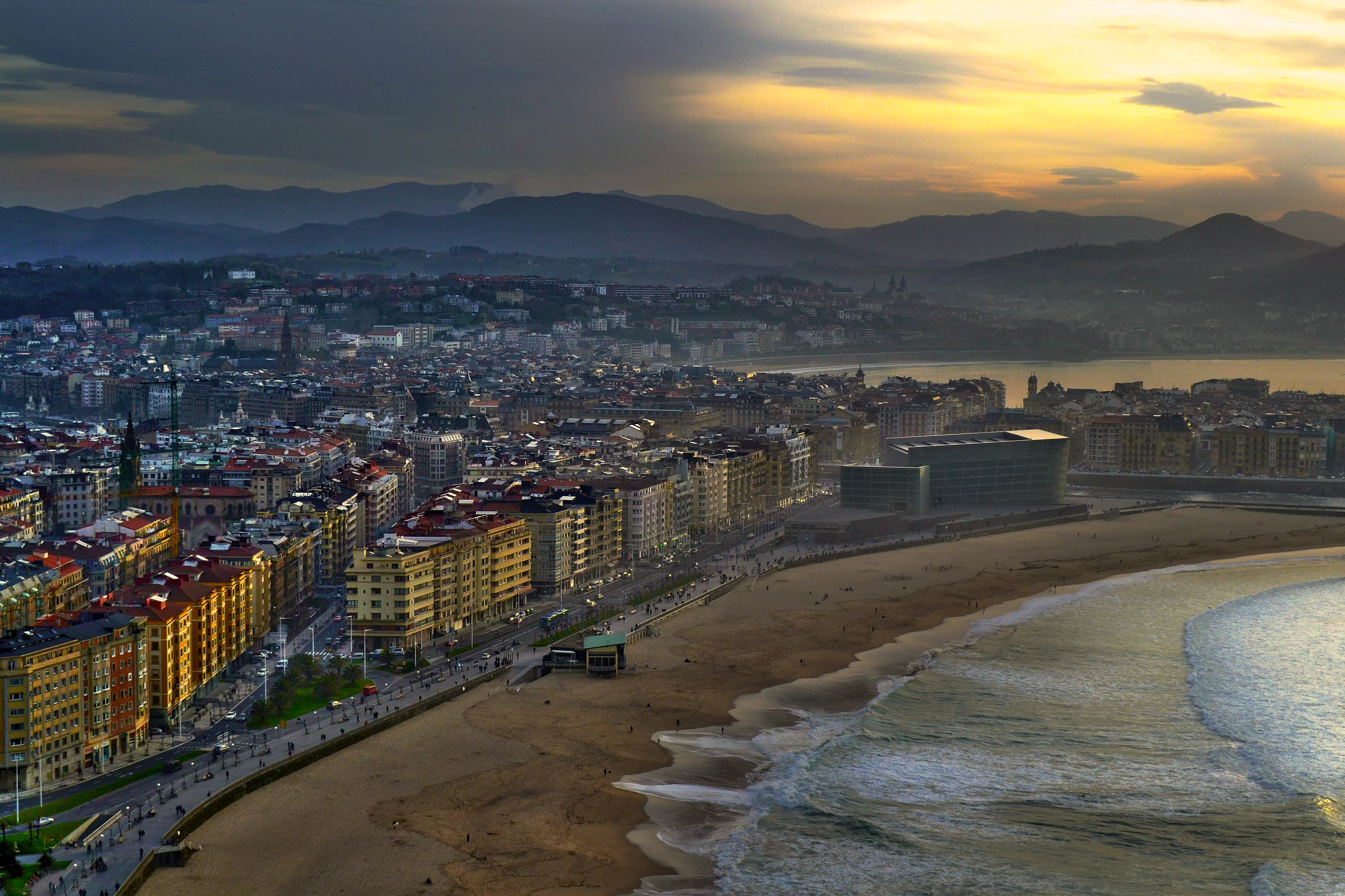
Zurriola i Gros
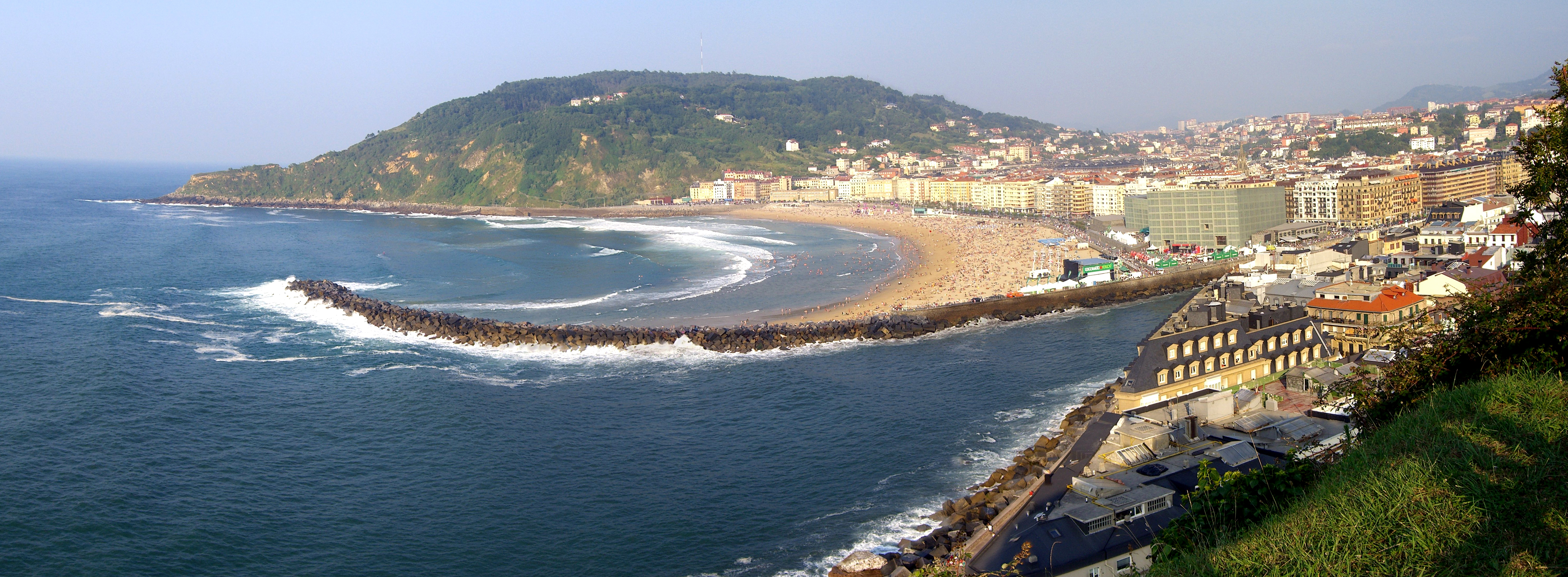
Zurriola des de la Muntanya Urgull